# فرنچ ولی (کالیفرنیا)
فرنچ ولی (به انگلیسی: French Valley) یک منطقهٔ مسکونی در ایالات متحده آمریکا است که در شهرستان ریورساید، کالیفرنیا واقع شده‌است. فرنچ ولی ۲۸٫۲۲۴ کیلومتر مربع مساحت و ۲۳٬۰۶۷ نفر جمعیت دارد و ۴۱۶٫۹۷ متر بالاتر از سطح دریا واقع شده‌است.